# سورن نيلسن
سورن نيلسن (14 أغسطس 1982 في الدنمارك - ) هو مدرب كرة قدم ولاعب كرة قدم دانمركي في مركز الوسط. شارك مع منتخب الدنمارك تحت 19 سنة لكرة القدم. أما مع النوادي، فقد لعب مع Køge Boldklub ‏ وFC Amager ‏ ونادي كويه ‏ وKøge Nord FC ‏.

## وصلات خارجية
- سورن نيلسن على موقع قاعدة بيانات كرة القدم.إي يو (الإنجليزية)
- سورن نيلسن على موقع Soccerway.com (الإنجليزية)